# It's My Life (album de Talk Talk)
Pour les articles homonymes, voir It's My Life.
Albums de Talk Talk
The Party's Over
(1982) The Colour of Spring
(1986)
Singles
1. It's My Life
Sortie : Décembre 1983
2. Such a Shame
Sortie : mars 1984
3. Dum Dum Girl
Sortie : juillet 1984

It's My Life est le deuxième album du groupe britannique Talk Talk. Il est sorti en février 1984 sur le label EMI. 

## Histoire
It's My Life et Such a Shame, les deux premiers singles tirés de cet album, rencontrent un immense succès en Europe en 1984 et 1985 (mais sont étrangement ignorés dans le pays d'origine du groupe), et connaissent aussi le succès en Amérique du Nord ainsi qu'en Nouvelle-Zélande.
En 1983, Tim-Friese Greene devient producteur et claviériste pour Talk Talk, sans toutefois devenir membre à part entière du groupe. Il coécrit également plusieurs chansons pour l'album, notamment la chanson-titre.
À l'origine, l'album doit s'intituler A Chameleon Hour et doit sortir en mai 1983. Il doit inclure des titres tels que My Foolish Friend ou Again a Game… Again, enregistrés tous deux en même temps. Considérés comme trop « synthétiques » par Mark Hollis, ils ne paraissent finalement qu'en 45 tours, le premier en tant que face A, le second en face B de Such a Shame.
Cet album marque pour la première fois l'apparition de la guitare dans la musique du groupe. Toutefois, elle est surtout acoustique sauf dans Such a Shame, qui est le seul titre où on entend de la guitare électrique pour le solo. Dans d'autres morceaux, comme Tomorrow Started, Friese-Greene reproduit le son de la guitare électrique avec des synthétiseurs.

## Titres
| 1. | Dum Dum Girl | Tim Friese-Greene, Mark Hollis | 3:51 |
| 2. | Such a Shame | Mark Hollis                    | 5:42 |
| 3. | Renée        | Mark Hollis                    | 6:22 |
| 4. | It's My Life | Tim Friese-Greene, Mark Hollis | 3:53 |

| 5. | Tomorrow Started      | Mark Hollis                                       | 5:57 |
| 6. | The Last Time         | Ian Curnow, Mark Hollis                           | 4:23 |
| 7. | Call In the Night Boy | Simon Brenner, Lee Harris, Mark Hollis, Paul Webb | 3:47 |
| 8. | Does Caroline Know?   | Tim Friese-Greene, Mark Hollis                    | 4:40 |
| 9. | It's You              | Mark Hollis                                       | 4:41 |

## Musiciens

### Talk Talk
- Mark Hollis : chant, chœurs, guitare acoustique
- Paul Webb : basse fretless sauf sur Last Time
- Lee Harris : batterie électronique

### Musiciens supplémentaires
- Tim Friese-Greene : synthétiseur, piano, programmation, drum machine
- Ian Curnow : claviers
- Phil Ramocon : piano
- Robbie McIntosh : guitares
- Phil Spaldind : basse sur The Last Time (non crédité)
- Morris Pert : percussions
- Henry Lowther : trompette sur Renée et Tomorrow Started

## Classements
| Classement                    | Meilleure position |
| ----------------------------- | ------------------ |
| États-Unis (Billboard 200)    | 42                 |
| Royaume-Uni (UK Albums Chart) | 35                 |